# Gereon Bollmann

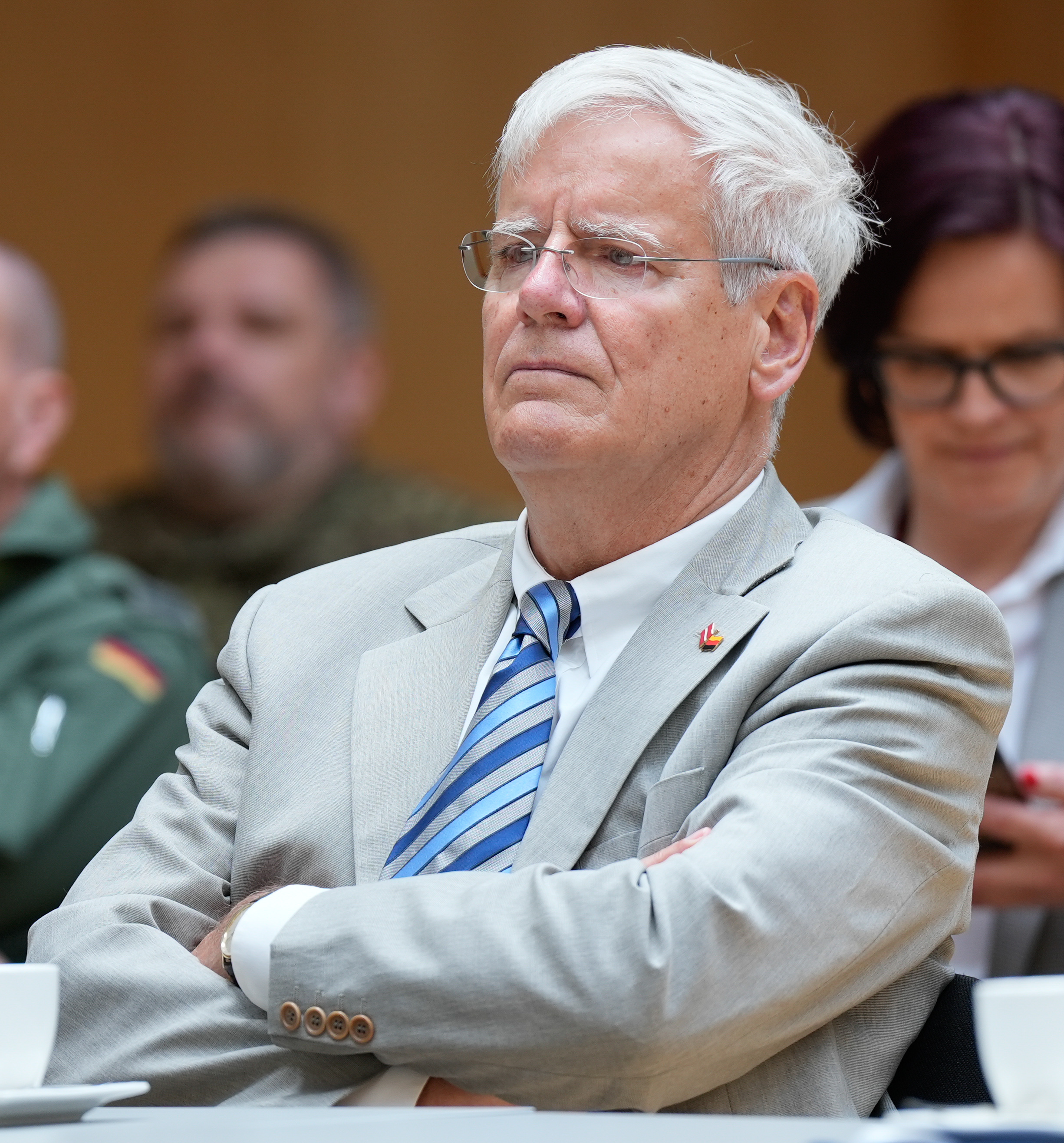
Gereon Bollmann (2024)

Gereon Martin Bollmann (* 20. November 1953 in Au im Murgtal) ist ein deutscher Jurist und Politiker (AfD). Seit dem 1. Oktober 2021 ist er Mitglied des Deutschen Bundestages.

## Leben
Gereon Bollmann besuchte Gymnasien in Preetz, Münster und Kiel. Er leistete seinen Wehrdienst in München und Kronshagen, studierte Rechtswissenschaften an der Christian-Albrechts-Universität zu Kiel und führte sein Referendariat am Kieler Landgerichtsbezirk durch.
Bollmann war Richter am Verwaltungsgericht Schleswig und wurde unter anderem in den Kreis Segeberg als Leiter des Kreisjugend- und Kreissozialamtes abgeordnet. Er arbeitete fünf Jahre lang als Referatsleiter in der Rechtsabteilung, dem Justiziariat im Justizministerium in Kiel und 20 Jahre lang als Richter am Oberlandesgericht Schleswig, zuletzt in einem Senat für allgemeine Zivil- und Familiensachen. Am 1. Januar 2020 trat er in den Ruhestand.
Bollmann ist zum zweiten Mal verheiratet und hat fünf Kinder, vier davon aus erster Ehe.

## Politischer Werdegang
2016 trat Gereon Bollmann in die AfD ein und wirkte 2017 als Landesschiedsrichter der AfD Schleswig-Holstein.
Er kandidierte bei der Bundestagswahl 2017 auf Platz 3 der schleswig-holsteinischen Landesliste seiner Partei sowie im Bundestagswahlkreis Rendsburg-Eckernförde. Bollmann verpasste zunächst den Einzug, rückte jedoch am 1. Oktober 2021 für den verstorbenen Abgeordneten Axel Gehrke für die verbleibenden rund vier Wochen der Legislaturperiode in den Bundestag nach. Bei der Bundestagswahl am 26. September 2021 war er bereits über Platz 2 der AfD-Landesliste Schleswig-Holstein in den Bundestag gewählt worden. In seinem Wahlkreis hatte er nur 6,3 % der Erststimmen erreicht.
2021 kandidierte Bollmann für den Landesvorsitz der AfD in Schleswig-Holstein, wurde von den Delegierten jedoch nicht gewählt, weswegen das Amt des Landesvorsitzenden weiter unbesetzt blieb. Er kandidierte 2023 erfolglos für den Kreistag im Kreis Rendsburg-Eckernförde.
Bollmann war bis Juni 2024 Mitglied und Präsident des Bundesschiedsgerichts der AfD. Auf dem Bundesparteitag der AfD vom 28. bis 30. Juni 2024 in Essen verfehlte er die notwendige Mehrheit zur Wiederwahl an das Bundesschiedsgericht. Sein Nachfolger ist der bisherige Vizepräsident Martin Braukmann.
Bollmann hat sich nach Angaben des Stern und des Senders RTL um eine Dauererlaubnis für Haftbesuche bei der in Untersuchungshaft befindlichen Birgit Malsack-Winkemann bemüht, die der Mitgliedschaft in einer terroristischen Vereinigung angeklagt ist. Seit dem 2. Februar 2023 hat er diese Erlaubnis.

## Politische Ansichten
Bollmann ist ein Kritiker der Corona-Maßnahmen und Impf- und Maskengegner. Er bezeichnet Corona als „Plandemie“, die nichts weiter sei als „die geplante Benutzung einer Viruserkrankung für politische Zwecke“. Er zweifelt die Verhältnismäßigkeit der Maßnahmen an. Ältere und kranke Menschen müssten geschützt werden, aber es gebe keine Übersterblichkeit oder Überbelastung der Intensivstationen, alle weiteren Maßnahmen zur Eindämmung der Erkrankung sollten auf Freiwilligkeit beruhen.
Er bestreitet öffentlich den menschengemachten Klimawandel.